# ويليام كرايغ مكنمارا
ويليام كرايغ مكنمارا (بالإنجليزية: William Craig McNamara)‏ هو سياسي كندي، ولد في 8 أغسطس 1904، وتوفي في 12 أبريل 1984. حزبياً، نشط في الحزب الليبرالي الكندي. وقد انتخب عضو مجلس الشيوخ الكندي.